# Urocotyledon inexpectata
Urocotyledon inexpectata is een hagedis die behoort tot de gekko's (Gekkota) en de familie Gekkonidae.

## Naam en indeling
De wetenschappelijke naam van de gekko werd voor het eerst voorgesteld door Leonhard Hess Stejneger in 1893. Oorspronkelijk werd de wetenschappelijke naam Diplodactylus inexpectatus gebruikt, zodat de verouderde wetenschappelijke naam Diplodactylus inexpectata in de literatuur nog wordt gebruikt. De hagedis werd later aan het geslacht van de bladvingergekko's (Phyllodactylus) toegekend. Er worden geen ondersoorten erkend.
De soortaanduiding inexpectata betekent vrij vertaald 'onvoorzien'.

## Verspreiding en habitat
De soort komt voor in delen van Afrika en leeft endemisch in de Seychellen. De habitat bestaat uit vochtige tropische en subtropische bossen, zowel in laaglanden als in bergstreken. Ook in door de mens aangepaste streken zoals plantages, landelijke tuinen en stedelijke gebieden kunnen de dieren worden aangetroffen.

## Beschermingsstatus
Door de internationale natuurbeschermingsorganisatie IUCN is de beschermingsstatus 'veilig' toegewezen (Least Concern of LC).